# 44º Battaglione sostegno TLC "Penne"
Il 44º Battaglione di Sostegno TLC "Penne" è un reparto dell'Esercito Italiano ubicato nella caserma "Nicolò Ponzio" presso la città militare "Cecchignola" in Roma.

## Storia
L'Unità trae origine dal XLIV Battaglione Trasmissioni costituito a Roma il 1 ottobre 1957 dalla fusione della 8ª Compagnia Trasmissioni territoriale di Roma con la Compagnia Trasmissioni del Comando Militare della Sardegna.
Il 2 maggio 1976 venne concessa la bandiera di guerra ed il decreto di concessione venne pubblicato con DPR 846, 12 novembre 1976. Il 27 settembre 1977 vennero concessi lo Stemma Araldico ed il motto "con tenacia e con valore".
Il 20 novembre 1993 venne riconfigurato in 44º Reggimento Trasmissioni. "Penne".
Il 1º dicembre 1998 venne riconfigurato in 44º Reggimento di sostegno TLC "Penne".
Il 44º Battaglione di Sostegno TLC "Penne" è nato il 1º gennaio 2017 a seguito della nuova riconfigurazione del 44º Reggimento di Sostegno TLC "Penne" in Battaglione.

## Le Sedi
Il Reparto ha avuto sede in due Caserme situate entrambi nella città di Roma. La prima sede è stata la Caserma "Emilio BIANCHI" sulla via Nomentana, nella Palazzina ex Cappella, facente parte del comprensorio della "Batteria Nomentana" costruita negli anni dal 1884 al 1890 come complemento alla difesa della cinta urbana. All'interno della Caserma era ubicato il Comando Deposito dell'8º Reggimento Genio dal quale l'8ª Compagnia Collegamenti dipendeva per le funzioni di Comando Caserma.
Attualmente la sede è la Caserma intitolata all'autiere "Nicolò Ponzio", Medaglia d'Argento al Valor Militare, con la seguente motivazione: "nel corso di una incursione aerea nemica, che aveva colpito l’officina del proprio reparto causando vasti incendi, si lanciava animosamente con altri compagni e sprezzante del pericolo, si prodigava nello spegnimento degli incendi stessi, nel mentre perdurava l’offesa nemica e continuava l’opera intrapresa, con grave rischio personale per la presenza di carburanti nei reparti attaccati dalle fiamme, veniva colpito a morte da bomba avversaria. Esempio di alta virtù militare e di spirito di sacrificio. Tripoli 5 settembre 1941.”

## I Comandanti
1. Cap. g. (t.) Ciro TUCCI (1 Ottobre 1957 - 16 Ottobre 1957)
2. Cap. g. (t.) Francesco ONORATI (17 Ottobre 1957 - 31 Dicembre 1957)
3. Ten.Col. g. (t.) Italo DEL BUE (1 Gennaio 1958 - 28 Febbraio 1959)
4. Magg. g. (t.) Vittorio PEYRANI (1 Marzo 1959 – 30 Settembre 1960)
5. Ten.Col. g. (t.) Sergio TESTA (1 Ottobre 1960 – 28 Febbraio 1963)
6. Ten.Col. g. (t.) Pietro VENTURINI (1 Marzo 1963 – 28 Agosto 1964)
7. Ten.Col. g. (t.) Giuseppe MASCIARELLI (29 Agosto 1964 – 2 Ottobre 1964)
8. Ten.Col. g. (t.) Nicola DI TOMASSO (3 Ottobre 1964 – 3 Ottobre 1966)
9. Ten.Col. g. (t.) Dante GUARINO (4 Ottobre 1966 – 10 Agosto 1968)
10. Ten.Col. g. (t.) Giovanni FRANCESCHINO (11 Agosto 1968 – 9 Agosto 1970)
11. Ten.Col. g. (t.) Egisto DIOTALLEVI (10 Agosto 1970 – 25 Settembre 1972)
12. Ten.Col. g. (t.) Pietro BELLANTE (26 Settembre 1972 – 23 Ottobre 1974)
13. Ten.Col. g. (t.) Carlo MALINCONICO (24 Ottobre 1974 – 31 Agosto 1976)
14. Ten.Col. g. (t.) Luigi TROBBIANI (1 Settembre 1976 – 1 Settembre 1977)
15. Ten.Col. g. (t.) Amedeo CESTARI (2 Settembre 1977 – 2 Settembre 1978)
16. Ten.Col. g. (t.) Giuseppe MASCIARELLI (3 Settembre 1978 – 7 Settembre 1979)
17. Ten.Col. g. (t.) Luigi LAURI (8 Settembre 1979 – 10 Febbraio 1980)
18. Cap. g. (t.) Paolo CASARANO (11 Febbraio 1980 – 20 Febbraio 1980)
19. Ten.Col. g. (t.) Achille CARNEVALE (21 Febbraio 1980 – 25 Marzo 1982)
20. Ten.Col. g. (t.) Pierino SOPRANZETTI (26 Marzo 1982 – 27 Giugno 1983)
21. Ten.Col. g. (t.) Antonio MILELLA (28 Giugno 1983 – 5 Settembre 1986)
22. Ten.Col. g. (t.) t. SG Umberto DE FINIS (6 Settembre 1986 – 3 Ottobre 1988)
23. Ten.Col. g. (t.) t. SG Adriano SCHEGGI (4 Ottobre 1988 – 31 Luglio 1990)
24. Ten.Col. g. (t.) Elio GABRIELE (1 Agosto 1990 – 11 Ottobre 1992)
25. Ten.Col. g. (t.) Luigi VILLANI (12 Ottobre 1992 – 19 Novembre 1993)
26. Col. g. (t.) Carlo CORRADI (20 Novembre 1993 – 24 Luglio 1994)
27. Col. g. (t.) t. SG Flavio ZORDAN (25 Luglio 1994 – 25 Agosto 1995)
28. Col. g. (t.) t. SG Bruno FILIPPI (26 Agosto 1995 – 26 Agosto 1996)
29. Col. g. (t.) t. SG Maurizio LEONI (27 Agosto 1996 – 27 Settembre 1999)
30. Col. g. (t.) t. SG Sebastiano Ottavio GIANGRAVE’ (28 Settembre 1999 – 27 Settembre 2001)
31. Col. g. (t.) t. SG Ciro MINUTELLO (28 Settembre 2001 – 23 Gennaio 2003)
32. Col. t. RN Ciro DE LUCA (24 Gennaio 2003 – 3 Settembre 2004)
33. Col. t. (tlm) RS Livio ROSSI (4 Settembre 2004 – 14 Settembre 2006)
34. Col. t. RN Francesco MASTROROSA (15 Settembre 2006 – 25 Giugno 2009)
35. Col. t. (tlm) t. issmi Antonio Nicola SALERNO (26 Giugno 2009 – 17 Settembre 2010)
36. Col. t. (tlm) t. issmi Pietro NICIARELLI (18 Settembre 2010 - 8 Agosto 2013)
37. Ten.Col. t. (tlm) RN Antonio Maria Salvatore CROCIATA (9 Agosto 2013 - 19 Ottobre 2014)
38. Col. t. (tlm) RN Fabio MINOTTI (20 Ottobre 2014 -24 Settembre 2015)
39. Col. t. (tlm) RS Sabatino DE MASI (25 Settembre 2015 - 31 Dicembre 2016)
40. Ten.Col. t. (tlm) Giancarlo BENZONI (1 Gennaio 2017 - 2 Febbraio 2017)
41. Ten.Col. t. (tlm) Calogero CAROLLO (3 Febbraio 2017 - 5 Settembre 2019)

## Stemma Araldico
Lo stemma araldico è stato concesso il 27 settembre 1977 e si compone:
- Scudo: Troncato. Il primo di Cagliari inquartato: A e D alla croce di Savoia; B e C d'argento, al castello naturale, torricellato di tre pezzi, quello centrale più elevato e fondato su uno scoglio uscente dal mare; il tutto al naturale. Nel secondo, d'azzurro alla lupa capitolina d'oro.
- Ornamenti esteriori: sullo scudo corona turrita d'oro, accompagnata sotto da lista bifida d'oro, svolazzante con la concavità rivolta verso l'alto, il motto "Con tenacia e con valore"